# Braziliaanse marine

De Braziliaanse marinevlag.

De Braziliaanse marine (Portugees: Marinha do Brasil) is de marine van de strijdkrachten van het Zuid-Amerikaanse land Brazilië. Met 112 schepen en circa 60.000 manschappen is het de grootste zeemacht van Latijns-Amerika en na de Amerikaanse marine de grootste van het Amerikaanse continent. Brazilië heeft zelf geen kustwacht. De Braziliaanse marine patrouilleert op 's lands rivieren en langs de kust, maar is vooral gericht op de zeegang. Het patrouilleren op zee is een verantwoordelijkheid van de Braziliaanse luchtmacht.
Het vlaggenschip van de Braziliaanse marine is de PHM Atlântico (ex HMS Ocean), een amfibisch transportschip.
De Braziliaanse marine gebruikt geen nationaal voorvoegsel voor haar schepen. Schepen krijgen een voorvoegsel naargelang hun type, zoals "NAe" voor de vliegdekschepen.

## Geschiedenis

### Portugese Rijk
De Braziliaanse marine gaat terug tot de Portugese koloniale periode toen kleine Portugese schepen de nederzettingen beveiligden. Toen Brazilië in 1808 vanwege de Franse invasie het centrum van het Portugese rijk werd verhuisde ook de marine mee. Het werd de kern van de Nationale Vloot, ook wel Keizerlijke Vloot genoemd, toen Brazilië in 1822 de onafhankelijkheid uitriep en het Keizerrijk Brazilië werd. Die vloot bestond toen uit 38 oorlogsschepen en stond onder bevel van de Schot Thomas Cochrane die tot eerste admiraal benoemd werd.

### Keizerrijk Brazilië

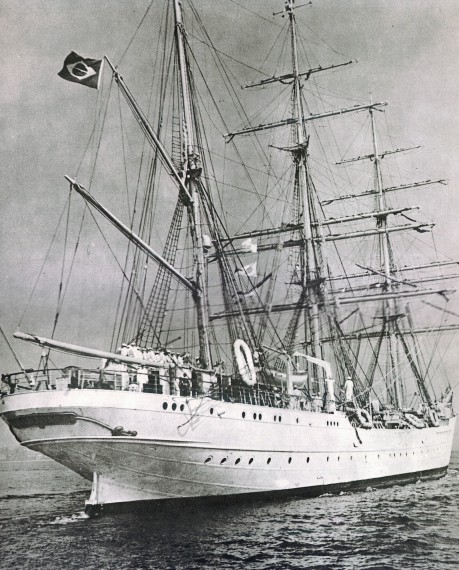
De Guanabara; overgenomen van de Duitse marine.

De marine groeide snel tot 96 oorlogsbodems. Toen het land in conflict kwam met de Verenigde Provincies van de Río de la Plata — zelf net onafhankelijk van Spanje en het latere Argentinië — blokkeerden de Brazilianen de monding van de Río de la Plata. Dit strategisch gebied zou nog lang het onderwerp van conflict zijn tussen de vier landen die er liggen. Na verschillende slagen werden de Argentijnen in 1827 verslagen. Onder de tweede keizer Peter II bereikte de Braziliaanse marine haar grootste relatieve sterkte — in 1870 was ze de vijfde marine van de wereld, werd het marinierkorps opgericht en werd het stoomschip geïntroduceerd. Ook werd deelgenomen aan de strijd tegen opstanden tegen het keizerrijk. In 1864 werd gevochten in de Uruguayaanse Burgeroorlog, gevolgd door de Oorlog van de Drievoudige Alliantie met Paraguay.

### De republiek

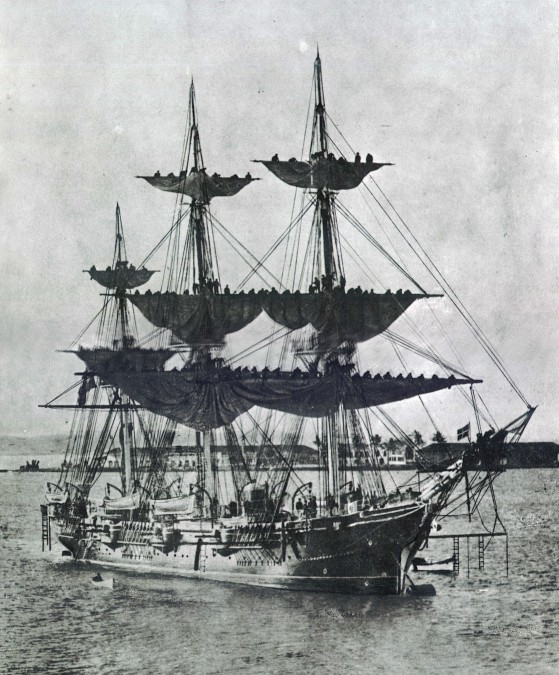
De kruiser Almirante Barroso (1880-1893).

In 1889 werd de Braziliaanse monarchie omvergeworpen en vervangen door een republikeinse staatsvorm. De marine bleef de keizer echter steunen en mariniers probeerden hem te bevrijden uit gevangenschap. Een paar jaar later ontstonden de marine-opstanden waarbij zelfs werd gedreigd met het beschieten van de toenmalige hoofdstad Rio de Janeiro. De regering bouwde een tweede marine op om de opstandige marine te bestrijden. Hierop kwam de uitbouw van de gewantrouwde marine in het slop en investeerde de regering vooral in het leger om zich te wapenen tegen opstanden. Tot 1930 zouden er geen nieuwe schepen meer gebouwd worden in Brazilië.

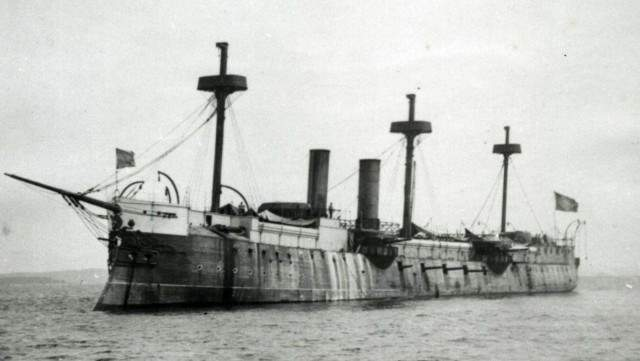
De kruiser Protegido Tamandaré (1897).

Daardoor verzwakte de marine snel tegenover die van Argentinië en Chili. In het begin van de 20e eeuw profiteerde Brazilië van de groeiende markt voor koffie en rubber en wilde men het land uitbouwen tot een wereldmacht. Daarvoor werd een sterke zeemacht als cruciaal gezien. Vanaf 1906 werden verschillende oorlogsbodems en onderzeeërs besteld. In Groot-Brittannië liet men twee dreadnought-slagschepen bouwen, wat leidde tot de zogenaamde dreadnought-rivaliteit met Argentinië en Chili.

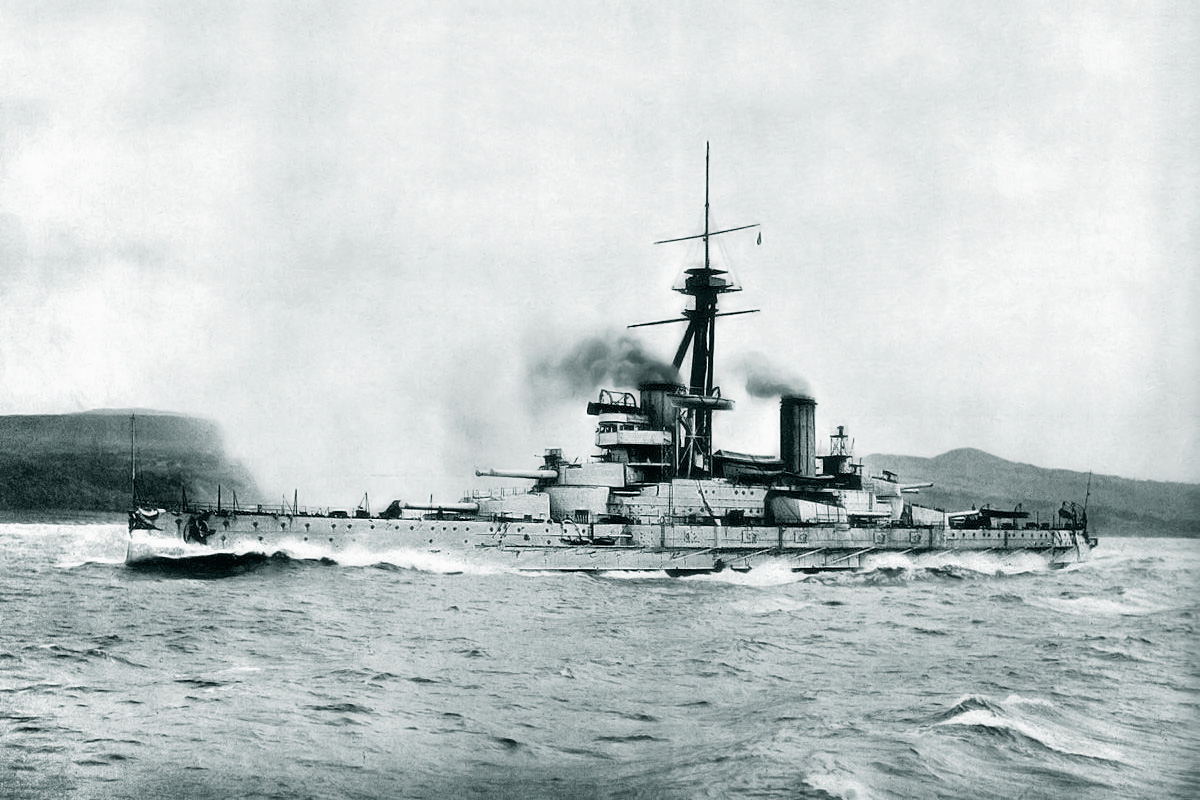
Het slagschip São Paulo (1909).

In 1910 brak de Zweepopstand uit onder de zwarte matrozen, die vier van de nieuwste schepen kaapten. Ze kwamen in opstand tegen de lage lonen, lange uren, slechte opleiding en brutale straffen met gebruik van de zweep. De muiterij werd uiteindelijk vreedzaam opgelost.

### De wereldoorlogen
Brazilië verklaarde de centrale mogendheden in oktober 1917 de oorlog. Op verzoek van de Britten werden een aantal schepen onder bevel van de Britse marine geplaatst. Ze patrouilleerden vooral voor de West-Afrikaanse kust op zoek naar U-boten.
Tijdens de Tweede Wereldoorlog bestreed Brazilië opnieuw de Duitse U-boten in de Atlantische Oceaan. Ook beschermde de Braziliaanse marine mee de konvooien van Amerika naar Europa. In deze periode werden verscheidene nieuwe marinebasissen gebouwd aan de noordoostkust, waar ook het Zuid-Atlantische Geallieerde Commando gevestigd was. Negen U-boten werden voor de Braziliaanse kust vernietigd. De marine verloor een schip met 99 bemanningsleden aan U-boten.

### De Koude Oorlog

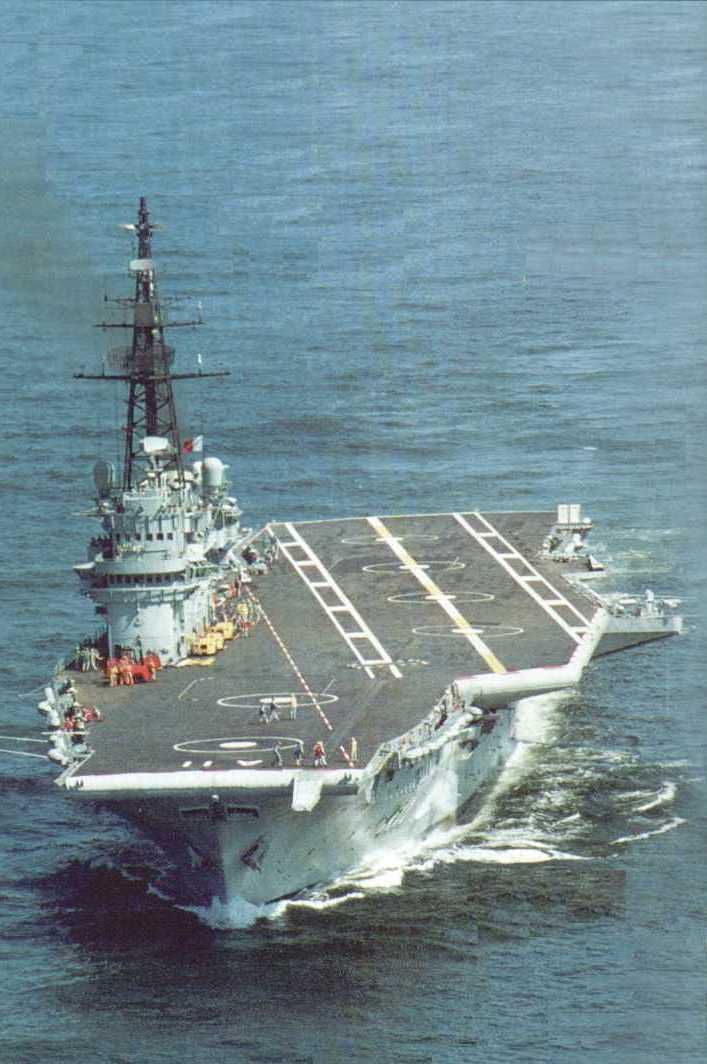
Het vliegdekschip Minas Gerais.

In 1956 kocht Brazilië een eerste vliegdekschip, de NAeL Minas Gerais, dat in 1960 in dienst kwam. Het was een tweedehandsschip van het Verenigd Koninkrijk en bleef tot 2001 in dienst, waarna het werd vervangen door de São Paulo.
In 1961 werd de marine betrokken bij de zogenaamde Kreeftoorlog met Frankrijk. Verschillende marineschepen patrouilleerden voor de kust van Pernambuco om Franse vissersboten die er op kreeft kwamen vissen en een Franse destroyer die hen kwam beschermen te verjagen.
In 1964 pleegden de Braziliaanse strijdkrachten met Amerikaanse steun een staatsgreep tegen president João Goulart. Hij voerde een onafhankelijke politiek en knoopte opnieuw relaties aan met de tweede wereld. Vervolgens kwam een junta aan de macht, die gedurende twee decennia zou aanblijven.

### Na het jaar 2000

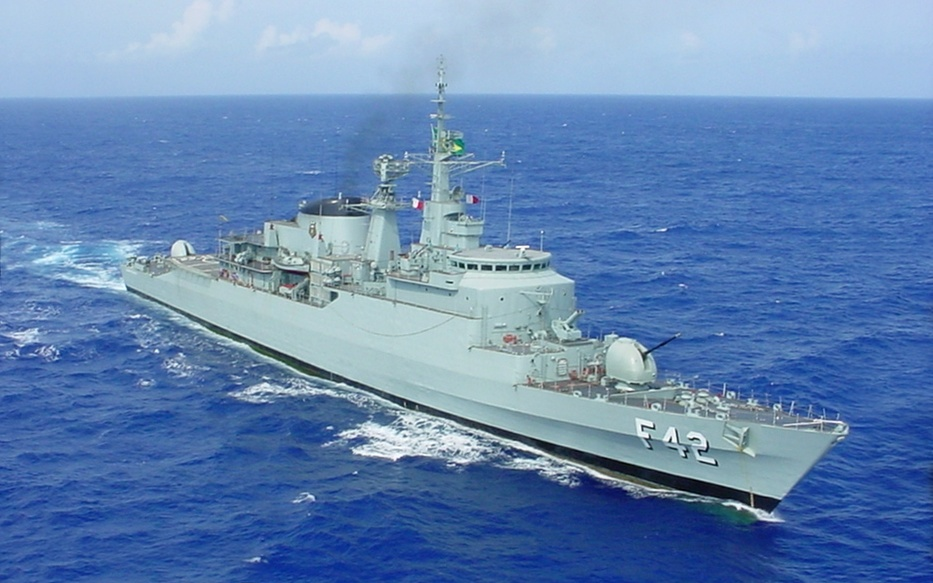
Het fregat Constituição (2009).

In 2001 werd het vliegdekschip Minas Gerais vervangen door de van Frankrijk overgenomen São Paulo. Frankrijk deed het schip, dat bij de Franse marine had gediend onder de naam Foch, van de hand voor US$ 12 miljoen. Vervolgens werden 12 oude A-4 Skyhawk's overgenomen van Koeweit, dat ze voor US$ 70 miljoen van de hand deed, en op de São Paulo gestationeerd. Plannen voor een re-fit waarmee ze tot 2039 in dienst kon blijven zijn nooit uitgevoerd. In 2017 viel het besluit het schip buiten gebruik te stellen.
In mei 2004 transporteerde de Braziliaanse marine in vier schepen soldaten, mariniers en materieel naar Haïti voor de door Brazilië geleide VN-vredesmacht aldaar. In februari 2010 verscheepte de marine noodhulp naar Haïti, nadat dit land was getroffen door een zware aardbeving die ook het hoofdkwartier van de vredesmacht verwoeste.
In februari 2011 nam de Braziliaanse marine het bevel over de maritieme eenheid van de vredesmacht in Libanon over. Deze eenheid bewaakte Libanons territoriale wateren. Brazilië stuurde een extra fregat dat als vlaggenschip moest dienen.
In 2008 kocht Brazilië vier Franse onderzeeërs die vanaf 2017 in dienst treden. Tegen 2023 wordt ook de eerste kernonderzeeër verwacht. In 2008 werd ook het in eigen land ontworpen en gebouwde korvet Cv Barroso in dienst genomen. Er wordt gewerkt aan een nieuwe stealth-variant van dit schip. Er werd ook gepland vijf fregatten, vijf patrouilleboten en een transportschip aan te schaffen.
Brazilië kocht de HMS Ocean nadat deze in 2018 door de Britse marine uit dienst was gesteld. Brazilië betaalde £ 84 miljoen voor het schip. Ze is voor de overdracht onder handen genomen door Babcock en BAE Systems. Hierbij zijn de radarsystemen en de bewapening gemoderniseerd en is ze met vier nieuwe landingsvaartuigen uitgerust. Ze werd op 29 juni 2018 officieel overgedragen aan de Braziliaanse marine. Ze is herdoopt naar PHM Atlântico (A 140) en kwam op 25 augustus in haar nieuwe thuishaven Rio de Janeiro aan. Het is het nieuwe vlaggenschip van de marine vanwege het uit dienst stellen van het vliegdekschip São Paulo.

## Structuur

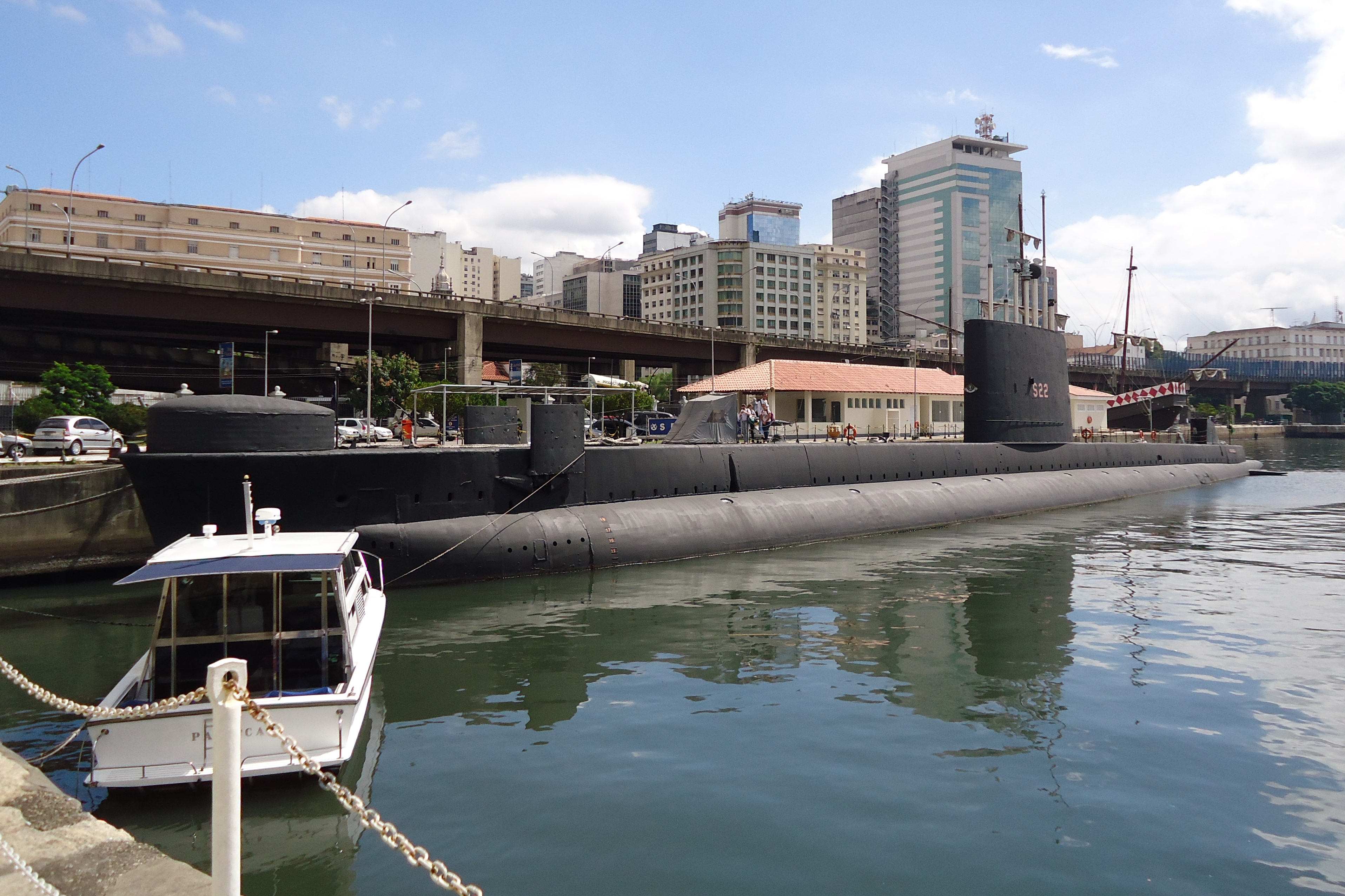
De oude onderzeeër Riachuelo; thans een museumschip (2012).

### Commando's
De marine is ingedeeld in volgende commando's:
- Commando Marine-Operaties
  - Commando Oppervlaktevloot
  - Commando Onderzeeërvloot
  - Commando Marineluchtvaart
  - Commando Eerste Escortesmaldeel
  - Commando Tweede Escortesmaldeel
- Commando Algemeen Marinierskorps

### Districten
Er zijn negen marinedistricten:
1. Rio de Janeiro (kust)
2. Salvador (kust)
3. Natal (kust)

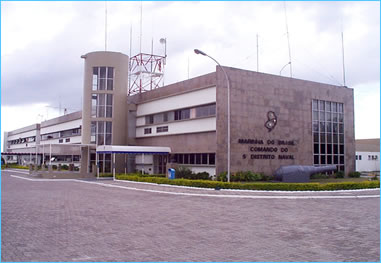
Het hoofdkwartier van het 5e marinedistrict in Rio Grande (2006).

4. Belém (noordoostkust + amazonemonding)
5. Rio Grande (kust)
6. Ladário (binnenland)
7. Brasilia (binnenland)
8. São Paulo (kust)
9. Manaus (westelijk amazonegebied)

### Marinebases

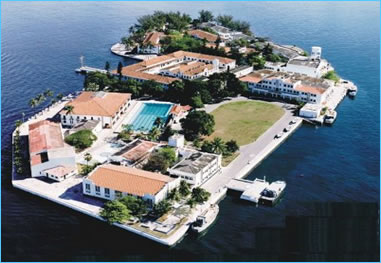
De marineschool in Rio de Janeiro.

Het enige grote marinecomplex van de Braziliaanse marine ligt aan de Baai van Guanabara bij Rio de Janeiro. Hier bevinden zich onder meer het arsenaal, de onderzeeërs, de marineschool en de hoofdbasis van de marineluchtarm:
- Marinebasis Almirante Castro e Silva — onderzeeërbasis.
- Marinebasis van Rio de Janeiro — hoofdbasis.
- Marinearsenaal van Rio de Janeiro — scheepswerf.
- Marineluchtmachtbasis van São Pedro da Aldeia
- Mariniersbasis van Ilha do Governador
- Mariniersbasis van Ilha das Flores
- Mariniersbasis van Rio Meriti

Verder heeft de marine een aantal kleinere kust- en rivierbases. De marineluchtarm heeft ook nog drie kleinere helikopterbases:
- Marinebasis van Aratu (Salvador)
- Marinebasis van Natal
- Marinebasis Almirante Ary Parreiras (Natal)
- Marinebasis van Val-de-Cães (nabij de luchthaven van Belém)
- Basis Fluvial de Ladário (Ladário) — rivierbasis
- Marinestation van Rio Negro (Manaus) — rivierbasis
- Marinestation van Rio Grande (Rio Grande)

## Inventaris

### Schepen
- Onderzeeërs:

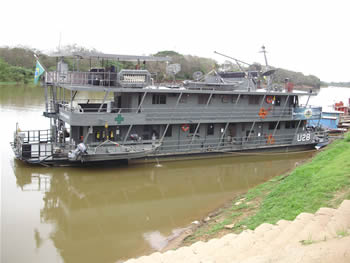
Het rivierhospitaalschip Tenente Maximiano (2009).

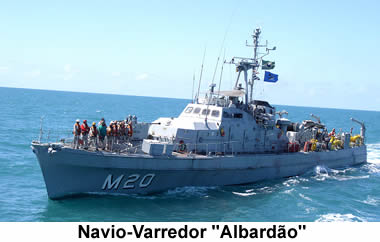
De mijnenveger Albardão (2009).

  -  Type 209-klasse - vijf stuks; dieselelektrische aandrijving; 1810 ton.
- Fregatten:
  -  Brasilklasse - een stuk; 3355 ton.
  -  Niteroiklasse - zes stuks; 3355 ton.
  -  Type 22-klasse - drie stuks; 4400 ton.
- Korvetten:
  -  Inhaúmaklasse - vier stuks; 1670 ton.
  -  Barrosoklasse - een stuk; 1785 ton.
- Mijnenvegers:
  -  Aratuklasse - zes stuks; 245 ton.
- Amfibische transportschepen:
  -  HMS Ocean (L12) - de PHM Atlântico (A 140); 21.500 ton.
  -  Cearáklasse - een stuk; 11.800 ton.
  -  Round Tableklasse - twee stuks; 6700 ton.
  -  Mattoso Maiaklasse - een stuk; 8757 ton.

Verder zijn er patrouilleboten voor de kustvaart en inlandse wateren, tankschepen, onderzoeksschepen en hulpschepen.

### Vliegtuigen

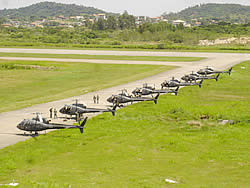
Bell 206'en op de basis São Pedro da Aldeia (2008).

| Vliegtuig        | Variant      | Oorsprong           | Rol                          | Aantal      | Opmerkingen    |
| Vliegtuigen      | Vliegtuigen  | Vliegtuigen         | Vliegtuigen                  | Vliegtuigen | Vliegtuigen    |
| ---------------- | ------------ | ------------------- | ---------------------------- | ----------- | -------------- |
| A-4 Skyhawk      | A-4KU        | Verenigde Staten    | Aanvalsvliegtuig             | 3           |                |
| A-4 Skyhawk      | TA-4KU       | Verenigde Staten    | Opleidingsvliegtuig          | 3           |                |
| Helikopters      |              |                     |                              |             |                |
| SH-60 Seahawk    | S-70B        | Verenigde Staten    | Maritieme gevechtshelikopter | 6           |                |
| Westland Lynx    | Mk.21 Mk.21A | Verenigd Koninkrijk | Maritieme gevechtshelikopter | 4           |                |
| Airbus H135      |              | Europese Unie       | Varia                        | 3           |                |
| Airbus H225M     |              | Frankrijk           | Varia                        | 13          | nog 3 besteld  |
| Airbus H125M     |              | Frankrijk           | Varia                        | 17          | nog 15 besteld |
| Eurocopter AS355 |              | Frankrijk           | Varia                        | 8           |                |
| Bell 206         |              | Verenigde Staten    | Opleidingshelikopter         | 10          |                |